# Torre de Alloa
La torre del castillo de Alloa se encuentra en la localidad escocesa de Alloa, en Clackmannanshire, en el Reino Unido. Se trata de la torre que queda en pie de la residencia medieval del Clan Erskine, Condes de Mar. Es administrada por el National Trust for Scotland.
Construida en alrededor de 1368 para controlar el antiguo transbordador del río Forth, el edificio fue ampliamente reformado durante su historia, pero aún conserva algunos aspectos medievales. Desde el siglo XVII se le fueron añadiendo otros edificios, ahora desaparecidos. En ruinas hasta 1988, la torre fue restaurada y abierta al público en 1996.
Las obras de restauración consistían en recuperar su aspecto probable en 1712, tras las importantes obras realizadas por el sexto conde. Estas incluyen la gran escalinata de estilo italiano.